# Isleño del Pacífico

Los isleños del Pacífico son originarios de países dentro de las regiones oceánicas de Polinesia, Melanesia y Micronesia.

Los isleños del Pacífico (en inglés Pacific Islanders) Pasifika, Pasefika o, rara vez, Pacificers son los pueblos de las islas del Pacífico. Como término étnico/racial, se utiliza para describir a los pueblos originarios—habitantes y diásporas —de cualquiera de las tres principales subregiones de Oceanía (Melanesia, Micronesia y Polinesia).
Los melanesios incluyen a los fiyianos (Fiyi), los canacos (Nueva Caledonia), Ni-Vanuatu (Vanuatu), los habitantes de Papúa Nueva Guinea, los isleños de Salomón (Islas Salomón) y los habitantes de Nueva Guinea Occidental (Indonesia).
Los micronesios incluyen a los carolinianos (Islas Marianas del Norte), los chamorros (Guam), los chuukeses (Chuuk, Micronesia), los I-Kiribati (Kiribati), los kosraeanos (Kosrae, Micronesia), los marshaleses (Islas Marshall), los palauanos (Palaos), los pohnpeianos (Pohnpei, Micronesia) y los yapeses (Yap, Micronesia).
Los polinesios incluyen a los maoríes de Nueva Zelanda (Nueva Zelanda), los hawaianos nativos (Hawái), los rapanui (isla de Pascua), los samoanos (Samoa y Samoa Americana), los tahitianos (Tahití), los tokelauanos (Tokelau), los niueanos (Niue), los maoríes de las Islas Cook (Islas Cook) y los tonganos (Tonga).
Auckland, Nueva Zelanda, tiene la concentración más grande del mundo de isleños urbanos del Pacífico que viven fuera de sus propios países y, a veces, se la conoce como la "capital polinesia del mundo". Esto se produjo como resultado de cómo, durante el siglo XX y en el siglo XXI, el país experimentó un flujo constante de inmigración de países polinesios como Samoa, Tonga, las Islas Cook, Niue y la Polinesia Francesa.
Los términos generales Islas del Pacífico e Isleños del Pacífico también pueden tener otros significados. A veces, el término Islas del Pacífico solo se refiere a islas dentro de las regiones culturales de Polinesia, Melanesia y Micronesia, y a islas tropicales con geología oceánica en general, como la isla Clipperton. En algunos usos comunes, el término se refiere a las islas del océano Pacífico que alguna vez fueron colonizadas por portugueses, españoles, neerlandeses, británicos, franceses, estadounidenses y japoneses. En otros usos, puede referirse a áreas con herencia lingüística austronesia como Taiwán, Indonesia, Micronesia, Polinesia y las islas de Mergui de Myanmar, que encontraron su génesis en las culturas neolíticas de la isla de Taiwán. En un contexto a menudo geopolítico, el término se ha ampliado aún más para incluir la gran masa de tierra del Pacífico Sur de Australia.

## Extensión
En el extremo este del Pacífico Norte, las islas oceánicas no tropicales cercanas a Alaska estaban habitadas por personas consideradas aborígenes americanos, no de Oceanía. En el Pacífico Sur, la isla oceánica más oriental con población humana era Isla de Pascua, poblada por el pueblo polinesio rapanui. Las islas oceánicas del Pacífico oriental más allá de las vecinas América Central y del Sur (Galápagos, Revillagigedo, Juan Fernández, etc.) se encuentran entre los últimos lugares habitables en la tierra descubiertos por humanos. Todas estas islas (excluyendo Clipperton) fueron anexadas por naciones latinoamericanas unos cientos de años después de sus descubrimientos, e inicialmente se usaron a veces como prisiones para convictos. Hoy en día solo un pequeño número de ellos están habitados, principalmente por hispanohablantes de origen mestizo o blanco latinoamericano. Estos individuos no se consideran isleños del Pacífico según la definición estándar de base étnica. En un sentido amplio, todavía podría considerarse que abarcan un pequeño segmento de habla hispana de Oceanía, junto con los habitantes de la Isla de Pascua, que finalmente fueron colonizados por chilenos. El libro de 1996 Atlas of Languages of Intercultural Communication in the Pacific, Asia, and the Americas señala que el español alguna vez se hablaba comúnmente en el Pacífico en la época colonial de Filipinas, y afirma además, "en la actualidad, el idioma español no se habla ampliamente". utilizado en el Pacífico Sur, siendo desconocido fuera de un puñado de lugares. El español es hablado por una población residente solo en las Galápagos ecuatorianas, las posesiones chilenas de Rapa Nui (Isla de Pascua), las Islas Juan Fernández y algunas otras islas pequeñas. La mayoría de las posesiones insulares del Pacífico de las naciones latinoamericanas están despobladas o se utilizan como puestos militares, atendidos por nativos del continente".
La isla de Lord Howe, ubicada entre Australia y Nueva Zelanda, es una de las únicas otras islas oceánicas habitables que no había tenido contacto con humanos antes del descubrimiento europeo. Actualmente, la isla está administrada por Australia, y sus residentes son principalmente australianos europeos que se originaron en el continente, y un pequeño número también son australianos asiáticos. Al igual que los isleños de habla hispana en el Pacífico oriental, normalmente no se los consideraría isleños del Pacífico según una definición étnica.
Las islas remotas e inhabitables en el Pacífico central, como isla Baker, también estaban generalmente aisladas de los humanos antes del descubrimiento europeo. Sin embargo, se cree que los isleños del Pacífico posiblemente visitaron algunos de estos lugares, incluida la isla Wake. En el caso de la isla Howland, puede haber incluso un breve intento de asentamiento.
El Diario Oficial de la Sociedad de Geociencias de Asia y Oceanía (AOGS) considera que el término "Islas del Pacífico" abarca lo siguiente:
- Samoa Americana
- Islas Cook
- Islas chilenas del Pacífico Oriental (esta región también se conoce como Chile Insular e incluye la Isla de Pascua, así como otras islas remotas administradas por Chile)
- Otras islas del Pacífico oriental (incluye las Islas Galápagos y algunas otras que nunca fueron habitadas por ningún grupo indígena)
- Estados Federados de Micronesia
- Fiyi
- Polinesia francesa
- Guam
- Hawái
- Kiribati
- Islas Marshall
- Nauru
- Nueva Caledonia
- Niue
- Islas Marianas del Norte
- Palaos
- Papúa Nueva Guinea (excluye Nueva Guinea occidental/Nueva Guinea indonesia, que se encuentra principalmente en el lado occidental de la misma isla que Papúa Nueva Guinea)
- Islas Pitcairn
- Samoa
- Islas Salomón
- Tokelau
- Tonga
- Tuvalu
- Islas ultramarinas menores del Pacífico central administradas por los Estados Unidos (incluye todas las islas periféricas menores de los Estados Unidos, como la isla Wake)
- Vanuatu
- Wallis y Futuna

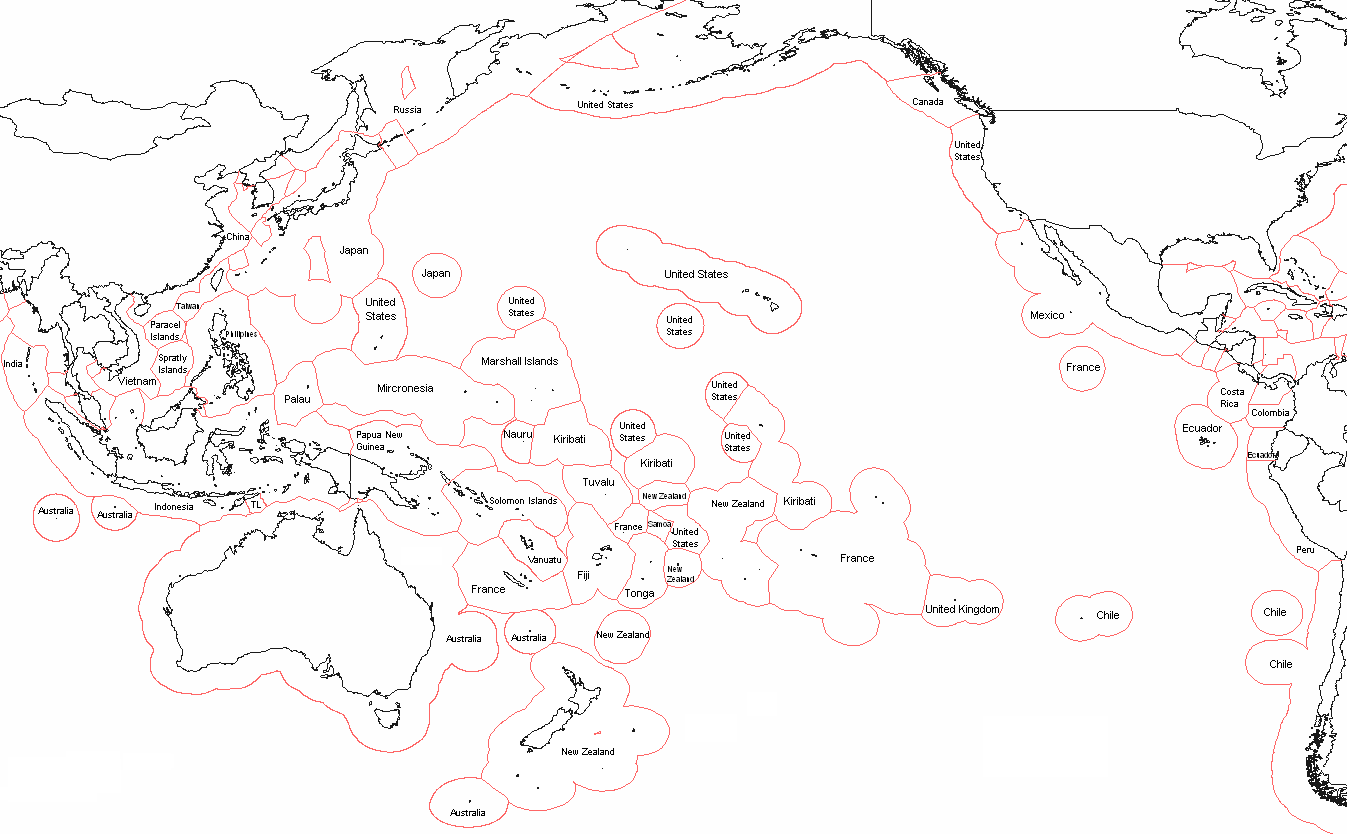
Un mapa de la zona económica exclusiva del Pacífico que incluye todas las islas.

Un mapa de la zona económica exclusiva del Pacífico que excluye las islas no tropicales al norte de Hawái.

El libro de Ron Crocombe de 2007 Asia in the Pacific Islands: Replaceing the West tiene una definición un poco más amplia del término "Islas del Pacífico". Considera que el término abarca Samoa Americana, Australia, islas Ogasawara, las islas Cook, Isla de Pascua, Timor Oriental, Estados Federados de Micronesia, Fiyi, Polinesia Francesa, Islas Galápagos, Guam, Hawái, Islas Kermadec, Kiribati, Isla Lord Howe, Islas Marshall, Nauru, Nueva Caledonia, Nueva Zelanda, Isla Norfolk, Niue, Islas Marianas del Norte, Palaos, Papúa Nueva Guinea, Islas Pitcairn, Samoa, Islas Salomón, Tokelau, Tonga, Tuvalu, Vanuatu, Islas del estrecho de Torres, Wallis y Futuna, Nueva Guinea Occidental y las Islas Ultramarinas Menores de los Estados Unidos (isla Baker, isla Howland, isla Jarvis, atolón Midway, atolón Palmyra e isla Wake). El libro Island Realm: A Pacific Panorama de Ian Todd de 1974 considera que Oceanía y el término "Islas del Pacífico" abarcan todas estas islas y estados (excluyendo Timor Oriental). Además, también considera que los términos abarcan las islas Aleutianas no tropicales (ordinariamente asociadas con América del Norte), así como la Isla Clipperton, las islas Desventuradas, el archipiélago Juan Fernández, las islas Revillagigedo y la isla Salas y Gómez. Señala que a veces se considera que los términos incluyen a Australia, Nueva Zelanda y Papúa Nueva Guinea no oceánica, sin embargo, no considera que consideren Taiwán, Japón, las islas Kuriles o países asociados con el sudeste asiático. Según él, Filipinas se encuentra en una "cruce de caminos del Pacífico, un vínculo racial y geográfico que conecta a Oceanía, el sudeste asiático e Indonesia". Existe un debate sobre si Filipinas debe clasificarse culturalmente con las islas del Pacífico de origen austronesio o con las naciones continentales de Asia. Las islas de Filipinas no tienen geología oceánica, sino que son fragmentos separados de una masa de tierra continental y, como tales, a veces no se consideran islas del Pacífico desde una perspectiva geológica.
El Foro de las Islas del Pacífico es la principal organización de gobierno de las Islas del Pacífico y ha sido etiquetada como la "Unión Europea de la región del Pacífico". Hasta 2021, sus naciones miembros y miembros asociados eran Samoa Americana, Australia, Islas Cook, Timor Oriental, Estados Federados de Micronesia, Fiyi, Polinesia Francesa, Guam, Kiribati, Islas Marshall, Nauru, Nueva Caledonia, Nueva Zelanda, Niue, Norte Islas Marianas, Palaos, Papúa Nueva Guinea, Samoa, Islas Salomón, Tokelau, Tonga, Tuvalu, Vanuatu y Wallis y Futuna. Además, ha habido presiones para que la Isla de Pascua y Hawái se unan al Foro de las Islas del Pacífico, ya que están habitadas principalmente por pueblos polinesios.
Australia y Nueva Zelanda se han descrito tanto como masas continentales como islas del Pacífico. La población nativa de Nueva Zelanda, los maoríes, son polinesios y, por lo tanto, isleños del Pacífico. La población aborigen australiana está vagamente relacionada con ciertos grupos melanesios y se asocia más a menudo con los isleños del Pacífico que con cualquier otro grupo étnico. Tony deBrum, Ministro de Relaciones Exteriores de las Islas Marshall, declaró en 2014: "No solo [es Australia] nuestro hermano mayor en el sur, Australia es miembro del Foro de las Islas del Pacífico y Australia es una isla del Pacífico, una isla grande, pero una isla del Pacífico."

## Regiones de los isleños del Pacífico
Las islas del Pacífico constan de tres regiones principales.

### Melanesia
Melanesia es el gran arco de islas ubicado al norte y este de Australia y al sur del Ecuador. El nombre deriva de las palabras griegas melas ('negro') y nēsos ('isla') para los pueblos predominantemente de piel oscura de la isla de Nueva Guinea, el archipiélago Bismarck, islas Salomón, Vanuatu (antes Nuevas Hébridas), Nueva Caledonia y Fiyi.
Además de los lugares enumerados anteriormente, Melanesia incluye el archipiélago de las Luisiadas, las islas del Almirantazgo, la isla Bougainville, Papúa Nueva Guinea, Nueva Guinea occidental (parte de Indonesia), las islas Molucas, las islas Aru, las islas Kei, las islas Santa Cruz (parte del islas Salomón), islas de la Lealtad (parte de Nueva Caledonia) y varias islas más pequeñas. Timor Oriental, si bien se considera geográficamente en el sudeste asiático, todavía se acepta generalmente como parte etnocultural de Melanesia. Las islas del Estrecho de Torres son políticamente parte de la cercana Queensland, Australia, aunque se considera que los habitantes son melanesios en lugar de indígenas australianos. Este no es el caso de otras islas australianas que fueron habitadas por pueblos indígenas antes del descubrimiento europeo, como las islas Fraser, Gran Palmera y las islas Tiví. Las islas del Estrecho de Torres podrían verse como un territorio melanesio en Australasia, similar a cómo Timor Oriental es un territorio melanesio en Asia. La isla Norfolk estaba deshabitada cuando los europeos la descubrieron y luego se integró políticamente en Australia (y, por extensión, en Australasia).
Nueva Caledonia (y Vanuatu en menor medida) estuvieron bajo la influencia colonial francesa desde el siglo XIX en adelante. Sin embargo, la mayoría de las islas han tenido históricamente vínculos estrechos con Australia y el Reino Unido, y Estados Unidos ha tenido poco impacto en la región.

### Micronesia
Micronesia incluye Kiribati, Nauru, las Islas Marianas (Guam y la Mancomunidad de las Islas Marianas del Norte), la República de las Islas Marshall, Palaos y los Estados Federados de Micronesia (Yap, Chuuk, Pohnpei y Kosrae, todos en las islas Carolinas).
Las islas estuvieron anteriormente bajo la influencia de potencias coloniales como Alemania, España y Japón, que duró desde el siglo XVI hasta el final de la Segunda Guerra Mundial. Desde entonces, varios de los grupos de islas han desarrollado alineaciones políticas financieramente cruciales con los Estados Unidos. El principal socio político de Nauru desde la Primera Guerra Mundial ha sido Australia, excluyendo un breve período de ocupación japonesa en la Segunda Guerra Mundial.

### Polinesia
Las islas polinesias están dispersas en un triángulo que cubre la región centro-este del océano Pacífico. El triángulo está delimitado por Hawái en el norte, Nueva Zelanda en el oeste y la isla de Pascua en el este. El resto de Polinesia incluye las islas de Samoa (Samoa Americana y Samoa [anteriormente Samoa Occidental]); islas Cook; Polinesia Francesa (las Islas de la Sociedad Tahití, las islas Marquesas, las islas Australes y Tuamotu); Niue; Tokelau y Tuvalu; Tonga; Wallis y Futuna; Rotuma; Pitcairn; Nukuoro; y Kapingamarangi.
La mayoría de los grupos de islas están más estrechamente alineados con Nueva Zelanda y Australia, mientras que otros están alineados políticamente con Francia o los Estados Unidos. Hawái está geográficamente aislado de Polinesia y está situado en el Pacífico Norte, a diferencia del resto de Polinesia, que se encuentra en el Pacífico Sur. Todavía son parte de la subregión por razones etnoculturales. La isla de Pascua, por su parte, está ubicada en una parte remota del Pacífico que está a miles de kilómetros de Polinesia y del continente sudamericano. Fue anexado por Chile en 1888, y el español ahora se habla comúnmente de manera bilingüe, y algunos se han mezclado con colonos mestizos chilenos. Sin embargo, los habitantes consideran que su isla y su cultura son polinesias y no se ven a sí mismos como sudamericanos. Isla de Pascua todavía participa actualmente en los asuntos de las islas del Pacífico, a diferencia de muchas otras islas del Pacífico administradas por América Latina, que estaban todas deshabitadas durante la era precolombina.

## Grupos étnicos
La población de las Islas del Pacífico se concentra en Papúa Nueva Guinea, Nueva Zelanda (que tiene una mayoría de personas de ascendencia europea), Hawái, Fiyi y las islas Salomón. La mayoría de las islas del Pacífico están densamente pobladas y la población tiende a concentrarse a lo largo de las costas.
Demográficamente, los melanesios constituyen más de las tres cuartas partes de la población indígena total de las Islas del Pacífico; los polinesios representan más de una sexta parte; y los micronesios constituyen aproximadamente una vigésima parte.

### Etnolingüística
En las islas del Pacífico se hablan varios cientos de idiomas distintos. En términos etnolingüísticos, los isleños del Pacífico que residen en Oceanía se dividen en dos clasificaciones étnicas diferentes:
- Pueblos de habla austronesia: pueblos austronesios que hablan los idiomas de Oceanía, con una población de alrededor de 2,3 millones, que ocupan Polinesia, Micronesia y la mayoría de las islas más pequeñas de Melanesia.
- Pueblos de habla papú: pueblos papúes que hablan los idiomas papúes (las familias lingüísticas no austronesias que no están relacionadas entre sí), que suman alrededor de 7 millones de habitantes y en su mayoría residen en la isla de Nueva Guinea y algunas de las islas más pequeñas de Melanesia ubicadas frente a la costa noreste de Nueva Guinea.[37]

## Uso por país

### Australia
En Australia, el término South Sea Islander se usó para describir a los descendientes australianos de personas de más de 80 islas en el Pacífico occidental que habían sido traídas a Australia para trabajar en los campos de azúcar de Queensland; estas personas se llamaban kanakas en el siglo 19.

La Ley de trabajadores de las islas del Pacífico de 1901 se promulgó para restringir la entrada de habitantes de las islas del Pacífico a Australia y autorizar su deportación. En esta legislación, los habitantes de las islas del Pacífico se definieron como:
"Pacific Island Labourer" includes all natives not of European extraction of any island except the islands of New Zealand situated in the Pacific Ocean beyond the Commonwealth [of Australia] as constituted at the commencement of this Act.
A pesar de esto, a los habitantes de las islas del Pacífico generalmente se les tenía en una consideración mucho mayor que a los aborígenes australianos hacia principios del siglo XX.
En 2008, se anunció un "Esquema piloto de trabajadores temporales del Pacífico" como un experimento piloto de tres años. Proporciona visas para trabajadores de Kiribati, Tonga, Vanuatu y Papúa Nueva Guinea para trabajar en Australia. Además de Papúa Nueva Guinea, el esquema incluye un país de Melanesia (Vanuatu), uno de Polinesia (Tonga) y uno de Micronesia (Kiribati), países que ya envían trabajadores a Nueva Zelanda bajo su esquema de trabajo estacional.

### Nueva Zelanda

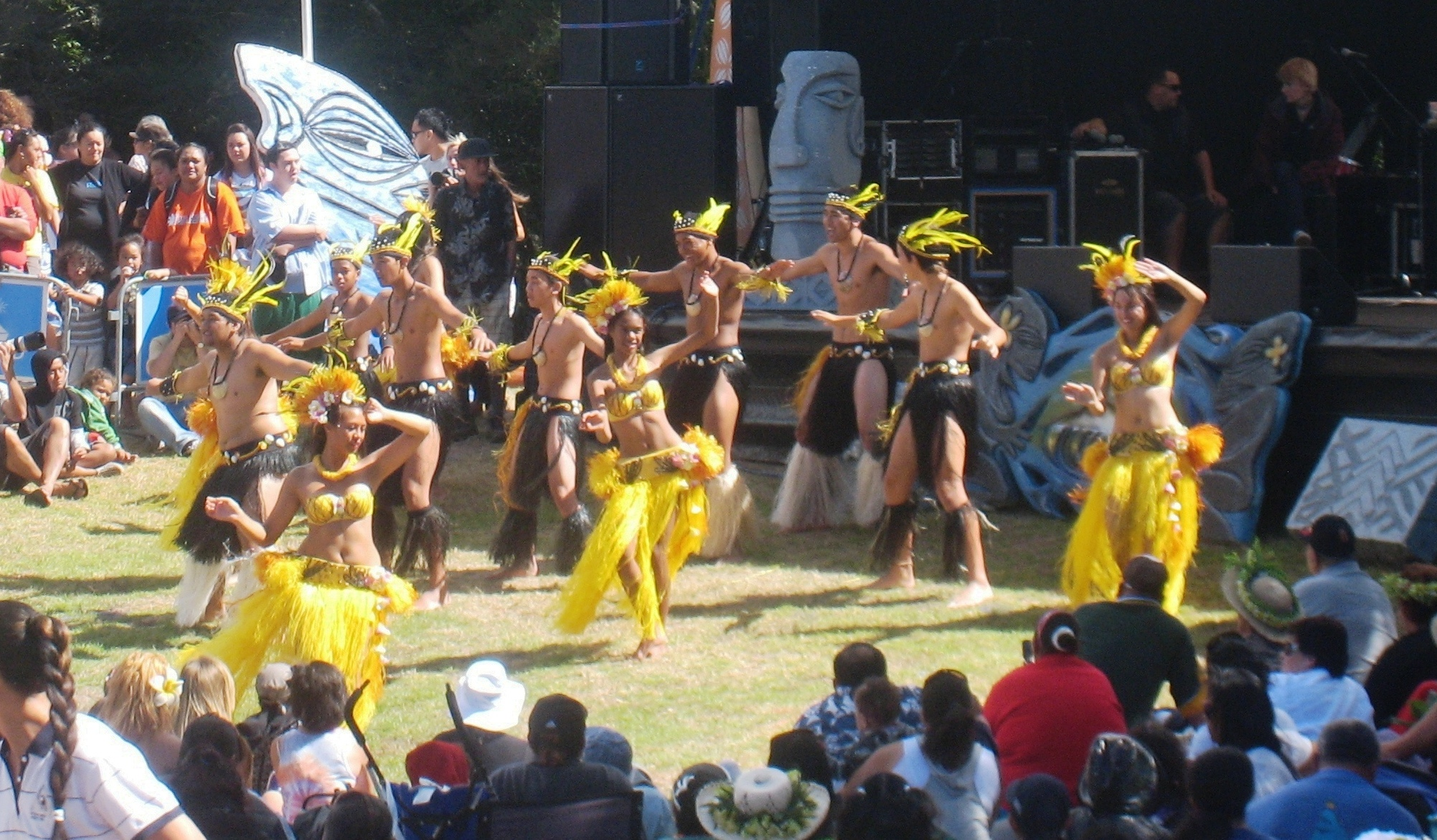
Bailarines de las Islas Cook en el Festival Pasifika de Auckland, 2010

En el uso local en Nueva Zelanda se refiere como Pacific islander (anteriormente Pacific Polynesians, o Pasifika) para distinguir a los que han emigrado de una de estas áreas en los tiempos modernos de los maoríes de Nueva Zelanda, que también son polinesios pero son indígenas de Nueva Zelanda.
En el censo de Nueva Zelanda de 2013, el 7,4% de la población de Nueva Zelanda se identificó con uno o más grupos étnicos del Pacífico, aunque el 62,3% de estos nació en Nueva Zelanda. Los de origen samoano constituyen la mayor proporción, seguidos por los maoríes de las Islas Cook, los tonganos y los niueanos. Algunas poblaciones insulares más pequeñas, como Niue y Tokelau, tienen a la mayoría de sus ciudadanos viviendo en Nueva Zelanda.
Para celebrar las diversas culturas de las islas del Pacífico, la región de Auckland alberga varios festivales de las islas del Pacífico. Dos de los más importantes son Polyfest, que exhibe actuaciones de grupos culturales de escuelas secundarias de la región, y Pasifika, un festival que celebra el patrimonio de las islas del Pacífico a través de la comida, la música, la danza y el entretenimiento tradicionales.

### Estados Unidos
En la década de 1980, la Oficina del Censo de los Estados Unidos agrupó a las personas de ascendencia asiática y creó la categoría "Asian-Pacific Islander", que continuó en el censo de la década de 1990. En 2000, "Asian" e "Pacific Islander" se convirtieron en dos categorías raciales separadas.

Según el Programa de Estimaciones de Población (PEP, por sus siglas en inglés) de la Oficina del Censo, un "Native Hawaiian and Other Pacific Islander" es:
Una persona con orígenes en cualquiera de los pueblos originarios de Hawái, Guam, Samoa, u otras islas del Pacífico. Incluye a personas que indican su raza como 'nativos hawaianos', 'guameño' o 'chamorro', 'samoanos', y 'otros isleños del Pacífico' o provee otras respuestas detalladas de isleños del Pacífico.
De acuerdo con la Oficina de Administración y Presupuesto, "Native Hawaiian or Other Pacific Islander" se refiere a una persona que tiene orígenes en cualquiera de los pueblos originarios de Hawái, Guam, Samoa u otras islas del Pacífico.
Ocho de cada 10 isleños del Pacífico en los Estados Unidos son nativos de los Estados Unidos. Los polinesios constituyen el grupo más grande, incluidos los nativos hawaianos, samoanos, tahitianos y tonganos. Los micronesios constituyen el segundo más grande, incluidos principalmente los chamorro de Guam; así como otros chamorros, carolinianos de las Islas Marianas del Norte, marshaleses, palauanos y varios otros. Entre los melanesios, los fiyiano-estadounidenses son los más numerosos de este grupo.
Hay al menos 39 idiomas diferentes de las islas del Pacífico que se hablan como segundo idioma en hogares estadounidenses.